# Cantone di Creil
Il Cantone di Creil è una divisione amministrativa dell'Arrondissement di Senlis.
È stato costituito a seguito della riforma approvata con decreto del 20 febbraio 2014, che ha avuto attuazione dopo le elezioni dipartimentali del 2015.
Comprende i 2 comuni di Creil e Verneuil-en-Halatte.